# Carles Galtés de Ruan

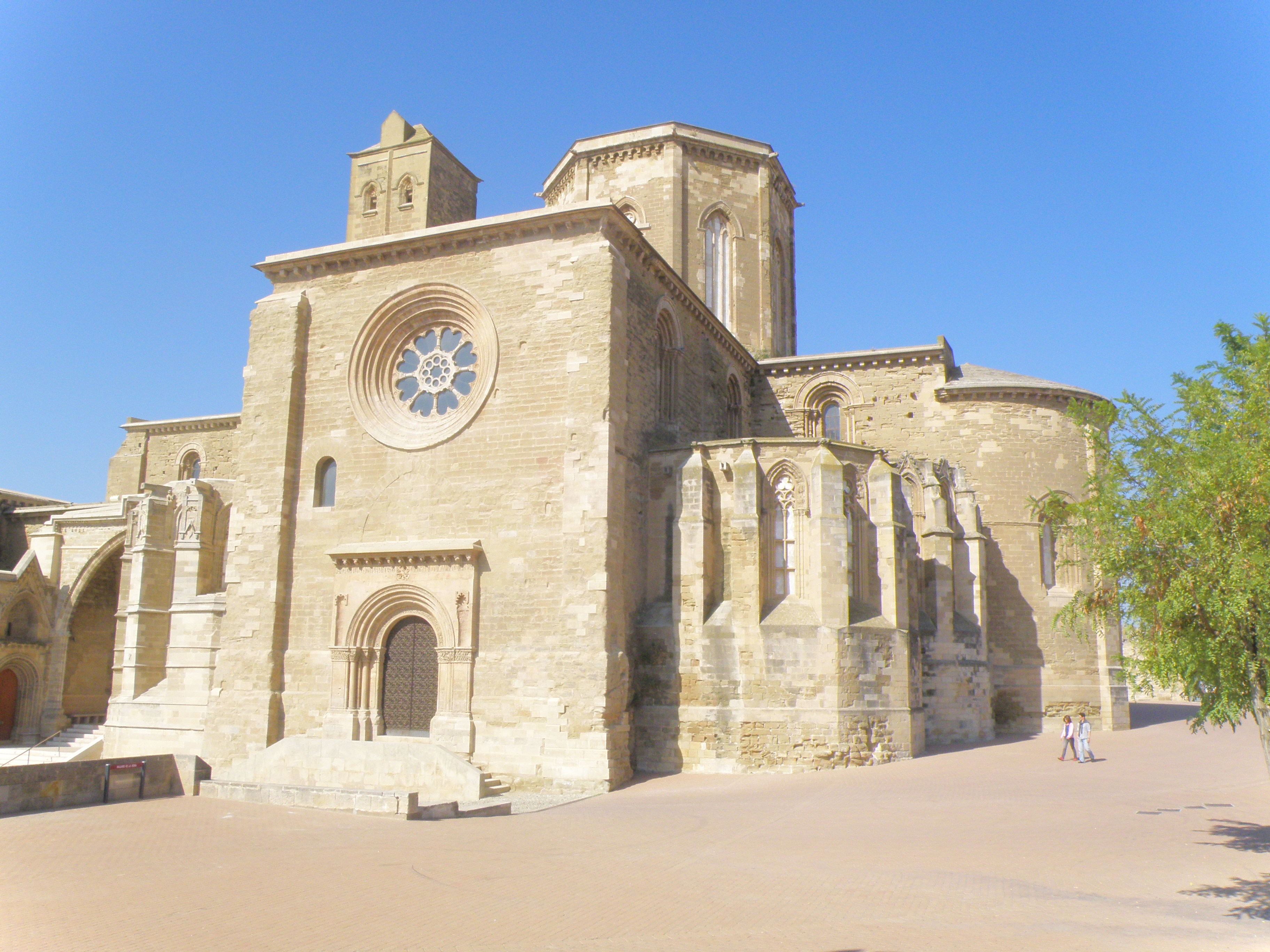
Sé Velha de Lérida

Carles Galtés ou Charles Galter, nasceu em 1378 cidade de Ruan, França e morreu em 1448 em Sevilha,Andaluzia, Espanha. Foi um importante arquiteto gótico do século XV. Era conhecido por o Mestre Carlí em Barcelona e Lérida, e por o Mestre Carlín em Sevilha, Espanha.

## Biografia
Conhece-se o seu local de nascimento através da acta do Tribunal de Coltellades, nome que foi dado ao magistrado da cúria de Lérida, a 20 de Janeirode 1413, onde compareceu por causa de uma rixa e nessa acta está escrita a seguinte passagem:
Em 1408, mudou-se para Barcelona para trabalhar na Catedral de Barcelona, onde projetou, em papel de pergaminho, os traços originais da fachada principal, embora não se tenha construído. No final do século XIX, a actual fachada neogótica, que foi finalizada pelo arquitecto catalão Josep Oriol Mestres, baseando-se nesse projecto de Carles Galtés.
Desde 28 de Março de 1410 até 1427, dirigiu a construção da Sé Velha de Lérida, segundo a última documentação. A construção do campanário e do recinto à volta foram obras também de sua autoria.
Em Sevilha trabalhou no projeto da catedral gótica, num documento de 25 de maio de 1435, estima-se que recebeu como salário de mestre de obras 1000 maravedis (equivalente a 360 €, em 2012), valor era considerado muito bom para a época.
Crê-se que a sua morte ocorreu por volta de 1448, ano em que um documento indica que já não residia na casa dos mestre-de-obras da Catedral de Sevilha.